# Tony Carey
Anthony Lawrence Carey (Watsonville, California, 16 de octubre de 1953) es un músico, productor y compositor estadounidense. Una de sus primeras experiencias musicales se dio en una agrupación llamada Blessings, en la que tocó hasta 1975 cuando Ritchie Blackmore lo contrató para que fuera el teclista de su nuevo proyecto, titulado Rainbow. Tocó en Rainbow en dos giras mundiales hasta 1977. Tras abandonar la banda de Blackmore inició una carrera en solitario, publicando un álbum bajo su propio nombre y otras producciones bajo el seudónimo Planet P Project y produciendo música para otros artistas.

## Discografía como solista
- 1982  In the Absence of the Cat
- 1982  I Won't Be Home Tonight / Self titled
- 1984  Some Tough City
- 1985  Blue Highway
- 1987  Bedtime Story
- 1988  Wilder Westen Inclusive
- 1989  For You
- 1990  Storyville
- 1992  The Long Road
- 1993  Rare Tracks
- 1994  Cold War Kids
- 1999  The Boystown Tapes
- 2004  Islands and Deserts
- 2006  Live in Sweden 2006 – Volume #1
- 2008  Roundup – The Ones That Got Away
- 2009  The New Machine
- 2009  Live In Sweden 2006 – Volume #2
- 2009  Christmas Hymns
- 2010  Stanislaus County Kid
- 2011  Stanislaus County Kid, Volume II – Crossing the tracks
- 2011  Live in Europe